# Ski-комплекс
Ski-комплекс — мультибелковый комплекс, участвующий в 3'-концевой деградации матричных РНК у дрожжей. Комплекс состоит из трёх основных субъединиц: РНК хеликазы Ski2 и белков Ski3 и Ski8. У дрожжей этот комплекс направляет молекулу РНК к комплексу экзосомы, где она деградирует по действием четвёртого белка — ГТФазы Ski7.